# Axel Adlercreutz
Axel Gustaf Adlercreutz ([¹aksɛl ˈɡɵ̂sːtav a:dlerkröjts]), född 2 mars 1821 i Skara, död 20 maj 1880 i Stockholm, var en svensk politiker och ämbetsman. Han var hovrättspresident, statsråd, riksdagsman 1847–1866 och 1877–1880 samt justitiestatsminister 1870–1874.

## Biografi
Axel Adlercreutz var son till generallöjtnanten Gustaf Magnus Adlercreutz och Margareta Elisabeth Charlotta von Arbin. Han blev juris utriusque kandidat vid Uppsala universitet 1845 och gjorde sedan en tidstypisk och framgångsrik karriär i ämbetsverken: kanslist i kammarkollegiet och justitierevisionen, sedan notarie i Svea hovrätt, vice häradshövding 1848, fiskal 1850, assessor 1853 och justitieråd 1860. Han blev sedan president i Göta hovrätt 1868. Adlercreutz hann knappt tillträda innan Karl XV kallade honom att bli civilminister i regeringen De Geer. Detta skedde trots att han varit emot ståndsriksdagens avskaffande, en mindre revolution som drivits igenom av De Geer. En förklaring till kungens val var att tillmötesgå riksdagen som intagit en kylig attityd till regeringen efter representationsreformen.
När kritiken inte minskade förlorade De Geer också kungens stöd och avgick. Som det starkaste namnet i statsrådet blev Adlercreutz justitiestatsminister. Kungen lade sig nu i regeringsarbetet mer aktivt, vilket undergrävde statsrådets ställning. Karl XV tillkännagav i trontalet att han tänkte sammankalla en urtima riksdag 1871 för försvarsfrågans lösning. Inte ens alla statsråd var informerade i förväg. När regeringen förlorade omröstningen på denna extra riksdag, begärde samtliga statsråd avsked. Medan kungen försökte samla en ny regering fick utrikesstatsminister Carl Wachtmeister ett dödligt slaganfall. 23 dagar efter avskedsansökningarna förkunnade Posttidningen att då bemödanden om att bilda ny konselj icke lett till det åsyftade målet hade statsrådets medlemmar på uppmaning av kungen åtagit sig att kvarstå. Därmed övervakade Adlercreutz tronskiftet från Karl XV, som dog 1872, till hans bror Oscar II.
År 1873 löstes försvarsfrågan i en kompromiss vars arkitekt De Geer var i egenskap av utskottsordförande. Ändå blev det året därpå strid om en organisationsfråga i armén, där Adlercreutz till viss förvåning ställde kabinettsfråga och förlorade.
När han avgick utnämndes han till landshövding i Malmöhus län. I den valkretsen invaldes han i tvåkammarriksdagen 1877, efter att ha varit borta från riksdagen sedan ståndsriksdagen upphörde 1866 och där han tillhört riddarhuset. Efter sin avgång blev han en uttalad kritiker av regeringspolitiken som leddes av Louis De Geer. Bland annat verkade han för att den gamla skjutsplikt som åvilat det stora flertalet bönder skulle bibehållas. Han motionerade om lagstiftning mot lotterier.
Adlercreutz var styrelseordförande för Evangeliska Fosterlandsstiftelsen 1857–1868.
Han gifte sig 1853 med grevinnan Hedvig Lewenhaupt (1832–1905), med vilken han hade tio barn, bland dem sönerna Carl och Magnus Adlercreutz.

## Utmärkelser

### Svenska utmärkelser
- Riddare och kommendör av Kungl. Maj:ts Orden (Serafimerorden), 1 december 1872.[1]
- Kommendör av stora korset av Nordstjärneorden, 11 juni 1870.[1]
- Kommendör av Nordstjärneorden, 3 juni 1868.[1]
- Riddare av Nordstjärneorden, 28 januari 1861.[1]
- Kommendör av Vasaorden, 3 maj 1864.[1]

### Utländska utmärkelser
- Riddare av Danska Elefantorden, 5 mars 1874.[1]
- Storkorset av Danska Dannebrogorden, 22 november 1872.[1]
- Riddare av Danska Dannebrogorden, senast 1865.[1]